# Euphylidorea iowensis
Euphylidorea iowensis là một loài ruồi trong họ Limoniidae. Chúng phân bố ở miền Tân bắc.